# John Ritchie
John Ritchie (född i Kettering, 12 juli 1941, död 23 februari 2007) var en engelsk fotbollsspelare. Ritchie är Stoke Citys bäste målgörare genom tiderna med 176 mål på 343 matcher.